# Euchromia amboinica
Euchromia amboinica là một loài bướm đêm thuộc phân họ Arctiinae, họ Erebidae.